# An Elastic Affair
An Elastic Affair è un cortometraggio del 1930 diretto da Alfred Hitchcock che presenta i due vincitori, Cyril Butcher (1909-1987) e Aileen Despard (1908-1981), di una scuola di recitazione sponsorizzata dal giornale inglese Film Weekly.
Il cortometraggio fu proiettato il 19 gennaio 1930 alla cerimomia al London Palladium dove i due vincitori furono presentati e premiati con un contratto cinematografico  col produttore John Maxwell della British International Pictures. Il film è tuttora considerato un film perduto.